# Велес Сарсфілд
Ве́лес Сарсфілд (ісп. Club Atlético Vélez Sarsfield) — аргентинський спортивний клуб з міста Буенос-Айрес. Заснований 1 січня 1910 року. Названий на честь Далмасіо Велес Сарсфілда. Головним напрямком є футбол. Також має команди з волейболу, баскетболу, хокею тощо. Футбольний клуб «Велес Сарсфілд» грає у Першому дивізіоні аргентинського чемпіонату з 1931 року.

## Здобутки
- 10-разовий чемпіон Аргентини: Nacional 1968, Clausura 1993, Apertura 1995, Clausura 1996, Clausura 1998, Clausura 2005, Clausura 2009, Clausura 2011, Inicial 2012, Primera División 2012/13.
- Суперкубок Аргентини: 2013
- Кубок Лібертадорес: 1994[2]
- Міжконтинентальний кубок: 1994[3].
- Міжамериканський кубок: 1996[4].
- Суперкубок Лібертадорес: 1996[5]
- Рекопа Південної Америки: 1997[6]

## Найвідоміші гравці
- Карлос Б'янкі
- Хосе Луїс Чилаверт
- Патрісіо Кампс

## Склад
Склад футбольної команди «Велес Сарсфілд» на 28 січня 2011.
| №  | Поз. | Нац.      | Гравець                     |
| -- | ---- | --------- | --------------------------- |
| 1  | ВР   | Аргентина | Марсело Бероверо            |
| 2  | ЗХ   | Аргентина | Фернандо Тобйо              |
| 3  | ЗХ   | Аргентина | Емільяно Папа               |
| 4  | ЗХ   | Аргентина | Гастон Діас                 |
| 5  | ПЗ   | Аргентина | Фабіан Куберо 1             |
| 6  | ЗХ   | Аргентина | Себастьян Енріке Домінгес 3 |
| 7  | НП   | Аргентина | Хуан Мануель Мартінес       |
| 8  | ПЗ   | Аргентина | Августо Фернандес           |
| 9  | НП   | Аргентина | Максімільяно Х'юсті         |
| 10 | ПЗ   | Аргентина | Максімільяно Моралес        |
| 11 | ПЗ   | Аргентина | Рікардо Альварес            |
| 12 | ВР   | Аргентина | Алан Агерре                 |
| 13 | ЗХ   | Аргентина | Емануель Олівера            |
| 14 | ПЗ   | Аргентина | Ектор Кантерос              |
| 15 | НП   | Аргентина | Есекіель Рескальдіні        |

| №  | Поз. | Нац.      | Гравець                    |
| -- | ---- | --------- | -------------------------- |
| 16 | ПЗ   | Аргентина | Віктор Сапата 2            |
| 17 | ПЗ   | Аргентина | Франко Раццотті            |
| 18 | ПЗ   | Аргентина | Давид Рамірес              |
| 19 | ЗХ   | Аргентина | Фернандо Ортіс             |
| 20 | НП   | Мексика   | Гільєрмо Франко Фаркварсон |
| 21 | ЗХ   | Аргентина | Мар'яно Біттоло            |
| 23 | НП   | Уругвай   | Сантьяго Сільва            |
| 24 | ПЗ   | Аргентина | Іван Белья                 |
| 25 | ВР   | Аргентина | Херман Монтоя              |
| 27 | ПЗ   | Аргентина | Хіно Перуцці               |
|    | ВР   | Аргентина | Андрес Десабато            |
|    | ЗХ   | Аргентина | Хуан Сіллс                 |
|    | ПЗ   | Аргентина | Федеріко Фрейре            |
|    | ПЗ   | Аргентина | Браян Феррейра             |
|    | НП   | Аргентина | Хорхе Корреа               |
|    | ЗХ   | Аргентина | Гільєрмо Пфунд             |